# Ive Mihovilović
Ive Mihovilović (Premantura, 21. rujna 1905. – Zagreb, 15. rujna 1988.)., (pseud. Spectator), hrvatski novinar, pjesnik, publicist novinski urednik, filmski kritičar i politički komentator iz Premanture.

## Životopis
Rođen je u težačkoj obitelji. Radio je kao nadničar, trgovac drvom. Sa šesnaest godina u Premanturi je izdavao humoristički list Trubilo, a s devetnaest u Trstu uređivao jedini hrvatski tjednik pod Italijom, Istarsku riječ. Učiteljsku školu polazio je u Šibeniku, gdje je radio kao trgovački pisar. U tršćanskoj Istarskoj riječi započeo je surađivati 1924., a 1928. pred fašistima je pobjegao u Split, potom u Zagreb, gdje je surađivao u političkoj rubrici gospodarskog lista Jugoslavenski Lloyd i Novostima kao vanjskopolitički i glavni urednik te uređivao tjednik Istra (1931. – 36.). Postao je glavnim urednikom Novosti (1936).
Tijekom drugog svjetskog rata kao antifašist bio je progonjen i zatvaran. Nakon rata bavio se filmom, filmskom kritikom, predavao na Visokoj novinarskoj školi i radio u Jadranskom institutu. S Franom Barbierijem, Slavkom Goldsteinom, Krešom Golikom i Ratkom Zvrkom 1952. pokrenuo je Vjesnik u srijedu. U njemu se potpisivao kao Spectator. Bio je komentator u zagrebačkim, beogradskim i splitskim novinama i listovima, najčešće u Vjesniku, Vjesniku u srijedu, Slobodnoj Dalmaciji, Nedjeljnoj Dalmaciji, Večernjem listu (kolumnist 1961. – 87.) i dr. Bio je "kabinetski novinar" koji je tekstove slagao u uredu, pred pisaćom mašinom, a sklapao ih je spajanjem podataka iz drugih novina i stranog tiska. Njegove trajne novinarsko-publicističke teme bile su: vanjska politika, međunarodna zbivanja i Katolička crkva. U knjigama i brošurama obrađivao je povijesne i aktualne teme jadranske problematike: Trst – etnografski i ekonomski prikaz (1946.), Trst – problem dana (1951.) i Talijanska ekspanzionistička politika (1954), ali i svjetske pov. i aktualne događaje: Kako će svršiti abesinski rat (1935.), Vatikan i fašizam (195.0), Bura nad Perzijom (suautor, 1951.), Slučaj Chessman (1960.), Afera Profumo (1963.), Vatikan od Pija XII. do Pavla VI. (1963.), Drama u Dallasu (suautor, 1963.), Barry Goldwater (1964.), Posljednja avantura Benita Mussolinija (1965.), Winston Churchill (1965.), Mafija jučer i danas (1967.), Tko je ubio Kennedyja (1967.), Hitac u Memphisu (1968.), Ustaški kralj (1975.) i dr. Pisao je o internaciji i progonu popa Luke Kirca (u Kalendaru Jurina i Franina). Od 1925. do 1930. u periodici je objavio pedesetak zapaženih pjesama, uglavnom socijalne tematike i pejsažne motivike. Počeo je kao zanimljiv štokavski pjesnik. Sa Zvanom Črnjom uredio je antologiju čakavske poezije Korablja začinjavca (1969.).  Sudionik prvoga znanstvenog skupa u sklopu Sabora čakavskog pjesništva 1969. godine u Žminju. Dobio je novinarsku nagradu za životno djelo "Moša Pijade" i tri ordena za zasluge (od kneza Pavla, Josipa Broza Tita i talijanskog predsjednika Giuseppea Saragata).